# Japanska književnost
Rani radovi japanske književnosti su bili pod velikim uticajem kulturnog kontakta sa Kinom i kineskom književnošću, i često su pisani na klasičnom kineskom jeziku. Indijska književnost je takođe imala uticaja širenjem budizma u Japanu. Na kraju se japanska književnost razvila u zaseban stil, mada je uticaj kineske književnosti i klasične kineske književnosti ostao. Nakon ponovnog otvaranja japanskih luka za zapadnu trgovinu i diplomatiju u 19. veku, zapadna književnost uticala je na razvoj savremenih japanskih pisaca, dok su oni zauzvrat bili prepoznatljiviji izvan Japana, sa dve do sada dodeljene Nobelove nagrade, prema podacima od 2020.

## Istorija

### Naranski period književnosti (pre 794)
Pre uvođenja kandžija iz Kine u Japan, Japan nije imao sistem pisanja; veruje se da su kineska slova dospela u Japan na samom početku petog veka, i da su iz doneli imigranti sa kontinenta korejskog i kineskog porekla. Rani japanski tekstovi su prvo sledili kineski model, pre nego što se postepeno prešlo na hibrid kineskih znakova koji se koriste u japanskim sintaksičkim formatima, što je rezultiralo rečenicama napisanim sa kineskim slovima, ali japanskim fonetskim čitanjem.
Kineski znakovi su takođe dodatno prilagođeni, stvarajući ono što je poznato kao manjogana, najraniji oblik kane ili japansko slogovno pisanje. Najranija književna dela u Japanu nastala su u Nara periodu. To obuhvata Kodžiki (712), istorijski zapis koji takođe beleži drevnu japansku mitologiju i narodne pesme; Nihon šoki (720), hroniku napisanu na kineskom jeziku koja je znatno detaljnija od Kodžikija; i Manošu (759), pesničku antologiju. Jedna od priča koju opisuju je priča o Urašimi Taro.

### Hejanska književnost (794–1185)
Hejanski period se naziva zlatnom erom umetnosti i književnosti u Japanu. Tokom ove ere, književnost je postala usredsređena na kulturnu elitu plemstva i monaha. Carski dvor posebno pružao pokroviteljstvo za pesnike, od kojih su većina bili dvorjani ili dame na čekanju. Odražavajući aristokratsku atmosferu, poezija je bila elegantna i sofisticirana i izražavala je emocije u retoričkom stilu. Uređivanje nastalih antologija poezije ubrzo je postalo nacionalna zabava. Pesma Iroha, koja je sada jedan od dva standardna redosleda za japanski slog, takođe je razvijena tokom ranog hejanskog perioda.
Priča o Gendžiju (Genji Monogatari), koju je početkom 11. veka napisala žena po imenu Murasaki Šikibu, smatra se najistaknutijim romanom Hejanske fantastike. Ostali važni spisi ovog perioda uključuju Kokin Vakašu (905), antologiju vaka-poezije, i Zapise pred san (Makura no Sōshi) (990-ih). Zapise pred san napisao je Sei Šonagon, savremenik i suparnik Murasakija Šikibua, kao esej o životu, ljubavima i zabavi plemića na carskom dvoru.
 Još jedan značajan deo fikcione japanske književnosti bio je Konđaku Monogatarišu, zbirka od preko hiljadu priča u 31 tomu. Tomovi pokrivaju razne priče iz Indije, Kine i Japana.
Japanska pripovest iz 10. veka, Priča o sekaču bambusa (Taketori Monogatari), može se smatrati ranim primerom proto-naučne fantastike. Glavna junakinja priče, princeza Kaguja je sa Meseca. Ona je koja poslata na Zemlju radi bezbednosti tokom nebeskog rata, a nju je pronašao i odgajao sekač bambusa. Ona se kasnije vraća svojoj vanzemaljskoj porodici na ilustrovanom prikazu letećeg predmeta u obliku diska sličnog letećem tanjiru.

### Kamakura-Muromači period književnosti (1185–1603)
Tokom perioda Kamakura (1185–1333), Japan je doživeo mnogo građanskih ratova koji su doveli do razvoja klase ratnika, i kasnijih ratnih priča, istorija i srodnih priča. Rad iz ovog perioda zapažen je po svom sumornijem tonu u poređenju sa delima prethodnih epoha, sa temama života i smrti, jednostavnim životnim stilovima i iskupljenjem putem ubijanja. Reprezentativno delo je Priča o Heikeu (Heike Monogatari) (1371), epski izveštaj o borbi između klanova Minamoto i Tajra za kontrolu nad Japanom krajem dvanaestog veka. Druge važne priče iz tog perioda uključuju Kamo no Čomejev Hojoki (1212) i Jošida Kenkovu Curezuregusu (1331).
Uprkos padu značaja carskog dvora, aristokratska književnost je ostala centar japanske kulture na početku perioda Kamakura. Mnoga književna dela obeležila je nostalgija za hejanskim periodom. Period Kamakura takođe je zabeležio obnovljenu vitalnost poezije, sa nizom sastavljenih antologija, kao što je Šin Kokin Vakašu sastavljena početkom 1200-ih. Međutim, bilo je manje zapaženih dela ženskih autora tokom ovog perioda, što odražava niži status žena.
Kako je značaj carskog dvora i dalje opadao, glavno obeležje Muromači literature (1333–1603) bilo je širenje kulturnih aktivnosti kroz sve nivoe društva. Klasična dvorska književnost, koja je do tada bila žarište japanske književnosti, postepeno je nestajala. U narodu su se razvili novi žanrovi poput renge ili povezanih stihova i pozorišta No, i setsuve poput Nihon Rjoikia su budistički sveštenici stvorili zarad propovedanja. Razvoj puteva, zajedno sa sve većim interesovanjem javnosti za putovanja i hodočašća, doveo je do veće popularnosti putopisne literature od početka 13. do 14. veka. Značajni primeri dnevnika putovanja uključuju Fuji kiko (1432) i Cukuši miči no ki (1480).

## Literatura
- Aston, William George (1899). A history of Japanese literature. NY.
- Karatani, Kōjin. Origins of modern Japanese literature (Duke University Press, 1993).
- Katō, Shūichi. A History of Japanese Literature: The first thousand years. Vol. 1. (Tokyo; New York: Kodansha International, 1979).
- Keene, Donald (1953). Japanese literature: An introduction for Western readers..
- Konishi, Jin'ichi. A History of Japanese Literature, Volume 3: The High Middle Ages (Princeton University Press, 2014).
- Keene, Donald (2007). Anthology of Japanese literature: from the earliest era to the mid-nineteenth century. Grove/Atlantic, Inc..
- Japanese Text Initiative, University of Virginia Library Electronic Text Center
- Premodern Japanese Texts and Translations, Michael Watson, Meiji Gakuin University
- Aston, William George. A History of Japanese Literature, William Heinemann, 1899.
- Birnbaum, A., (ed.). Monkey Brain Sushi: New Tastes in Japanese Fiction. Kodansha International (JPN).
- Donald Keene
  - Modern Japanese Literature, Grove Press, 1956.  0-394-17254-X
  - World Within Walls: Japanese Literature of The Pre-Modern Era 1600–1867, Columbia University Press © 1976 reprinted 1999  0-231-11467-2
  - Dawn to the West: Japanese Literature in the Modern Era, Poetry, Drama, Criticism, Columbia University Press © 1984 reprinted 1998  0-231-11435-4
  - Travellers of a Hundred Ages: The Japanese as Revealed Through 1,000 Years of Diaries, Columbia University Press © 1989 reprinted 1999  0-231-11437-0
  - Seeds in the Heart: Japanese Literature from the Earliest Times to the Late Sixteenth Century, Columbia University Press © 1993 reprinted 1999  0-231-11441-9
- McCullough, Helen Craig, Classical Japanese prose: an anthology, Stanford, Calif. : Stanford University Press, 1990,  0-8047-1628-5
- Miner, Earl Roy, Odagiri, Hiroko, and Morrell, Robert E., The Princeton companion to classical Japanese literature, Princeton, N.J. : Princeton University Press, 1985.  0-691-06599-3
- Ema Tsutomu, Taniyama Shigeru, Ino Kenji, Shinshū Kokugo Sōran (新修国語総覧) Kyoto Shobō © 1977 revised 1981 reprinted 1982
- Ichiko, Teiji (1983). „Chūsei no bungaku”. Nihon Koten Bungaku Daijiten 日本古典文学大辞典 (на језику: Japanese). 4. Tokyo: Iwanami Shoten. стр. 258—263. OCLC 11917421.
- Nishiyama, Masaru (1998). „Ise Daijingū Sankeiki” 伊勢太神宮参詣記. World Encyclopedia (на језику: japanese). Heibonsha. Приступљено 2019-03-06.
- Keene, Donald (1999) [1993]. A History of Japanese Literature, Vol. 1: Seeds in the Heart – Japanese Literature from Earliest Times to the Late Sixteenth Century (paperback изд.). New York, NY: Columbia University Press. ISBN 978-0-231-11441-7.
- Kidō, Saizō (1994). „Nijō Yoshimoto” 二条良基. Encyclopedia Nipponica (на језику: japanese). Shogakukan. Приступљено 2019-07-15.
- Sakamaki, Kōta (1994). „Isoho Monogatari” 伊曽保物語. Encyclopedia Nipponica (на језику: japanese). Shogakukan. Приступљено 2019-07-26.